# Tølløse Station
Tølløse Station er en dansk jernbanestation i Tølløse, beliggende på Nordvestbanen mellem Roskilde og Kalundborg. Tølløsebanen, som drives af Lokaltog og går til Slagelse udgår herfra.

## Galleri
- Wikimedia Commons har flere filer relateret til Tølløse Station

- Stationsbygningen set fra perronsiden.
- Stationsbygningen indvendig.
- Perron for Tølløsebanen.
- Lint 41 og IC2 fra Regionstog og regionaltog fra DSB.
- Dobbeltdækkertog før der blev elektrificeret.
- Overgang i nordenden af stationen.

## Antal rejsende
Ifølge Østtællingen 2008 var udviklingen i antallet af dagligt afrejsende:
| År   | Antal |
| ---- | ----- |
| 2003 | 1.008 |
| 2004 | 1.099 |
| 2005 | 996   |
| 2006 | 1.030 |
| 2007 | 872   |
| 2008 | 1.143 |